# Aeroportul Internațional Northern Cagayan
Aeroportul Internațional Northern Cagayan (IATA: LLC, ICAO: RPLH) este un aeroport din Lal-lo⁠(d), Cagayan⁠(d), Cagayan Valley⁠(d), Filipine ce deservește zona Cagayan⁠(d).
aeroportul dispune de o singură pistă.